# 競輪賽
競輪賽（日语：／ keirin），又音譯為凱林賽，是場地單車比賽項目，賽事1948年起源於日本。

## 比賽方式
競輪賽是一組參賽選手在摩托車帶領下完成一定圈數之後，在距離終點前600-700米進行終點衝刺的比賽。 
選手在追逐線上按順序並肩排列出發；當領騎員在快速騎行道接近追逐線時，發令員鳴槍示意比賽開始。最先衝過終點的選手為勝利者。
奧運會設有復活賽制度，容許首圈落敗的參賽者再戰，爭奪重返正賽的機會。

## 比賽發展
國際單車聯盟於1980年代引入競輪賽。「競輪」這名稱源自日本，這種自1948年舉行的單車賭博項目，採用職業車手制度，競輪與以往由機動車帶頭的賽事不同，整場比賽只有一輛電單車帶頭，到中段就會離場，留下6名車手自行決勝負。
男子競輪於2000年悉尼奧運起成為奧運項目。於2012年倫敦奧運增設了女子競輪，首屆金牌得主是英國選手维多利亚·彭德尔顿，中國選手郭爽和香港選手李慧詩則分奪銀牌與銅牌。

## 外部連結
- Keirin是如何進入奧運的？« 對競技運動要認真一點！ （页面存档备份，存于）
- 競輪賽 @ 鄭老師單車站 （页面存档备份，存于）